# Moschea di Pertevniyal Valide Sultan
La moschea di Pertevniyal Valide Sultan è una moschea imperiale ottomana situata a Istanbul, in Turchia. 

## Storia
È stata progettata dall'architetto italiano Pietro Montani. I lavori di costruzione iniziarono nel novembre 1869 e terminarono nel 1871.

## Architettura
L'edificio venne innalzato seguendo una linea di vari stili tra cui quello turco, gotico, rinascimentale e Stile Impero.